# Conferencia Este (WNBA)
La Conferencia Este de la Women's National Basketball Association está formada en la actualidad por seis equipos. Los playoffs constan de dos rondas, las semifinales y las finales, y las ganadoras se enfrentan a las ganadoras de la Conferencia Oeste en las Finales para determinar el campeón de la WNBA. Todas las series son al mejor de tres partidos.

## Equipos actuales

### Antiguos equipos
Desaparecidos
- Charlotte Sting (1997–2006)
- Cleveland Rockers (1997–2003)
- Miami Sol (2000–2002)

Cambiados a Conferencia Oeste
- Houston Comets

Recolocados
- Orlando Miracle a Connecticut Sun (2003)
- Detroit Shock a Tulsa Shock (Oeste) (2009)

## Campeonas de la Conferencia Este
- 1997: Houston Comets, New York Liberty
- 1998: Ningún equipo de la Conferencia llegó a las finales debido a la configuración de los playoffs.
- 1999: New York Liberty
- 2000: New York Liberty
- 2001: Charlotte Sting
- 2002: New York Liberty
- 2003: Detroit Shock
- 2004: Connecticut Sun
- 2005: Connecticut Sun
- 2006: Detroit Shock
- 2007: Detroit Shock
- 2008: Detroit Shock
- 2009: Indiana Fever
- 2010: Atlanta Dream
- 2011: Atlanta Dream
- 2012: Indiana Fever
- 2013: Atlanta Dream
- 2014: Chicago Sky
- 2015: Indiana Fever

Campeonas de la WNBA en negrita

## Campeonatos de conferencia
- 4: Detroit Shock
- 4: New York Liberty
- 3: Atlanta Dream
- 3: Indiana Fever
- 2: Connecticut Sun
- 1: Chicago Sky
- 1: Charlotte Sting
- 1: Houston Comets (se cambió a la Conferencia Oeste en 1998)

- Datos: Q592649